# Футбол на Азійських іграх
Футбольний турнір серед чоловічих збірних походить у рамках Азійських ігор з моменту початку проведення ігор у 1951 році. Змагання з футболу серед жінок розпочалися у 1990 році.

## Учасники
До розіграшу 1998 року включно у турнірі брали участь національні збірні. Починаючи з Азійських ігор 2002 року існує ліміт по гравцям старше 23 років як і на футбольному турнірі Олімпійських ігор, таких гравців може бути тільки три. 
У турнірі можуть брати участь лише збірні, федерації яких належать до АФК, а сама країна входить до Олімпійської ради Азії. Відповідно Казахстан, який є членом Олімпійської ради Азії, але є членом УЄФА з 2002 року, не бере участі у турнірі. Це ж правило стосується Гуаму та Австралії, які є членами АФК, але вони є членами Національних олімпійських комітетів Океанії.

## Чоловічі турніри

### Медалісти
| 1951 деталі | Нью-Делі, Індія                        | Індія                         | 1–0                | Іран              | Японія            | 2–0            | Афганістан        |
| 1954 деталі | Маніла, Філіппіни                      | Китайський Тайбей             | 5–2                | Південна Корея    | Бірма             | 5–4            | Індонезія         |
| 1958 деталі | Токіо, Японія                          | Китайський Тайбей             | 3–2                | Південна Корея    | Індонезія         | 4–1            | Індія             |
| 1962 деталі | Джакарта, Індонезія                    | Індія                         | 2–1                | Південна Корея    | Малайя            | 4–1            | Південний В'єтнам |
| 1966 деталі | Бангкок, Таїланд                       | Бірма                         | 1–0                | Іран              | Японія            | 2–0            | Сінгапур          |
| 1970 деталі | Бангкок, Таїланд                       | Бірма Південна Корея          | 0–0 д.ч.1          |                   | Індія             | 1–0            | Японія            |
| 1974 деталі | Тегеран, Іран                          | Іран                          | 1–0                | Ізраїль           | Малайзія          | 2–1            | Північна Корея    |
| 1978 деталі | Бангкок, Таїланд                       | Північна Корея Південна Корея | 0–0 д.ч.1          |                   | КНР               | 1–0            | Ірак              |
| 1982 деталі | Нью-Делі, Індія                        | Ірак                          | 1–0                | Кувейт            | Саудівська Аравія | 2–02           | Північна Корея    |
| 1986 деталі | Сеул, Південна Корея                   | Південна Корея                | 2–0                | Саудівська Аравія | Кувейт            | 5–0            | Індонезія         |
| 1990 деталі | Пекін, Китайська Народна Республіка    | Іран                          | 0–0 д.ч. (4–1) pen | Північна Корея    | Південна Корея    | 1–0            | Таїланд           |
| 1994 деталі | Хіросіма, Японія                       | Узбекистан                    | 4–2                | КНР               | Кувейт            | 2–1            | Південна Корея    |
| 1998 деталі | Бангкок, Таїланд                       | Іран                          | 2–0                | Кувейт            | КНР               | 3–0            | Таїланд           |
| 2002 деталі | Пусан, Південна Корея                  | Іран                          | 2–1                | Японія            | Південна Корея    | 3–0            | Таїланд           |
| 2006 деталі | Доха, Катар                            | Катар                         | 1–0                | Ірак              | Іран              | 1–0 д.ч.       | Південна Корея    |
| 2010 деталі | Гуанчжоу, Китайська Народна Республіка | Японія                        | 1–0                | ОАЕ               | Південна Корея    | 4–3            | Іран              |
| 2014 деталі | Інчхон, Південна Корея                 | Південна Корея                | 1–0 д.ч.           | Північна Корея    | Ірак              | 1–0            | Таїланд           |
| 2018 деталі | Джакарта–Палембанг, Індонезія          | Південна Корея                | 2–1 д.ч.           | Японія            | ОАЕ               | 1–1 (4–3 pen.) | В'єтнам           |

1 Обидві команди отримали золоті нагороди. 

2 Матч за 3-тє місце між збірними Саудівської Аравії та КНДР не відбувся, саудитам зарахована технічна перемога з рахунком 2:0, оскільки після півфінального матчу проти збірної Кувейту північнокорейські гравці, а також офіційні особи і спортсмени з інших видів спорту, напали на суддю, за що збірна була дискваліфікована на 2 роки.

### Медальний залік
| Збірна            | Золото                             | Срібло               | Бронза                |
| ----------------- | ---------------------------------- | -------------------- | --------------------- |
| Південна Корея    | 5 (1970, 1978, 1986*, 2014*, 2018) | 3 (1954, 1958, 1962) | 3 (1990, 2002*, 2010) |
| Іран              | 4 (1974*, 1990, 1998, 2002)        | 2 (1951, 1966)       | 1 (2006)              |
| Індія             | 2 (1951*, 1962)                    |                      | 1 (1970)              |
| М'янма            | 2 (1966, 1970)                     |                      | 1 (1954)              |
| Китайський Тайбей | 2 (1954, 1958)                     |                      |                       |
| Японія            | 1 (2010)                           | 2 (2002, 2018)       | 2 (1951, 1966)        |
| Північна Корея    | 1 (1978)                           | 2 (1990, 2014)       |                       |
| Ірак              | 1 (1982)                           | 1 (2006)             | 1 (2014)              |
| Катар             | 1 (2006*)                          |                      |                       |
| Узбекистан        | 1 (1994)                           |                      |                       |
| Кувейт            |                                    | 2 (1982, 1998)       | 2 (1986, 1994)        |
| КНР               |                                    | 1 (1994)             | 2 (1978, 1998)        |
| Саудівська Аравія |                                    | 1 (1986)             | 1 (1982)              |
| ОАЕ               |                                    | 1 (2010)             | 1 (2018)              |
| Ізраїль           |                                    | 1 (1974)             |                       |
| Малайзія          |                                    |                      | 2 (1962, 1974)        |
| Індонезія         |                                    |                      | 1 (1958)              |

* = господарі

## Жіночі турніри

### Медалісти
Перший жіночий турнір відбувся на Азійських іграх 1990 року..
| 1990 | Пекін              | КНР            | Без плей-оф         | Японія         | Північна Корея    | Без плей-оф | Китайський Тайбей |
| 1994 | Хіросіма           | КНР            | 2–0                 | Японія         | Китайський Тайбей | Без плей-оф | Південна Корея    |
| 1998 | Бангкок            | КНР            | 1–0 д.ч.            | Північна Корея | Японія            | 2–1         | Китайський Тайбей |
| 2002 | Пусан              | Північна Корея | Без плей-оф         | КНР            | Японія            | Без плей-оф | Південна Корея    |
| 2006 | Доха               | Північна Корея | 0–0 д.ч. (4–2) пен. | Японія         | КНР               | 2–0         | Південна Корея    |
| 2010 | Гуанчжоу           | Японія         | 1–0                 | Північна Корея | Південна Корея    | 2–0         | КНР               |
| 2014 | Інчхон             | Північна Корея | 3–1                 | Японія         | Південна Корея    | 3–0         | В'єтнам           |
| 2018 | Джакарта–Палембанг | Японія         | 1–0                 | КНР            | Південна Корея    | 4–0         | Китайський Тайбей |

| Збірна            | Золото                | Срібло                      | Бронза                |
| ----------------- | --------------------- | --------------------------- | --------------------- |
| КНР               | 3 (1990*, 1994, 1998) | 2 (2002, 2018)              | 1 (2006)              |
| Північна Корея    | 3 (2002, 2006, 2014)  | 2 (1998, 2010)              | 1 (1990)              |
| Японія            | 2 (2010, 2018)        | 4 (1990, 1994*, 2006, 2014) | 2 (1998, 2002)        |
| Південна Корея    |                       |                             | 3 (2010, 2014*, 2018) |
| Китайський Тайбей |                       |                             | 1 (1994)              |

| Засновано         | 1990                      |
| Регіон            | Азія                      |
| Конфедерація      | АФК                       |
| Кількість команд  | 9                         |
| Поточний чемпіон  | Японія (2018)             |
| Найбільше перемог | Північна Корея КНР (по 3) |
| Сайт              | The-AFC.com               |
| 2018              |                           |